# Renzo Fratini

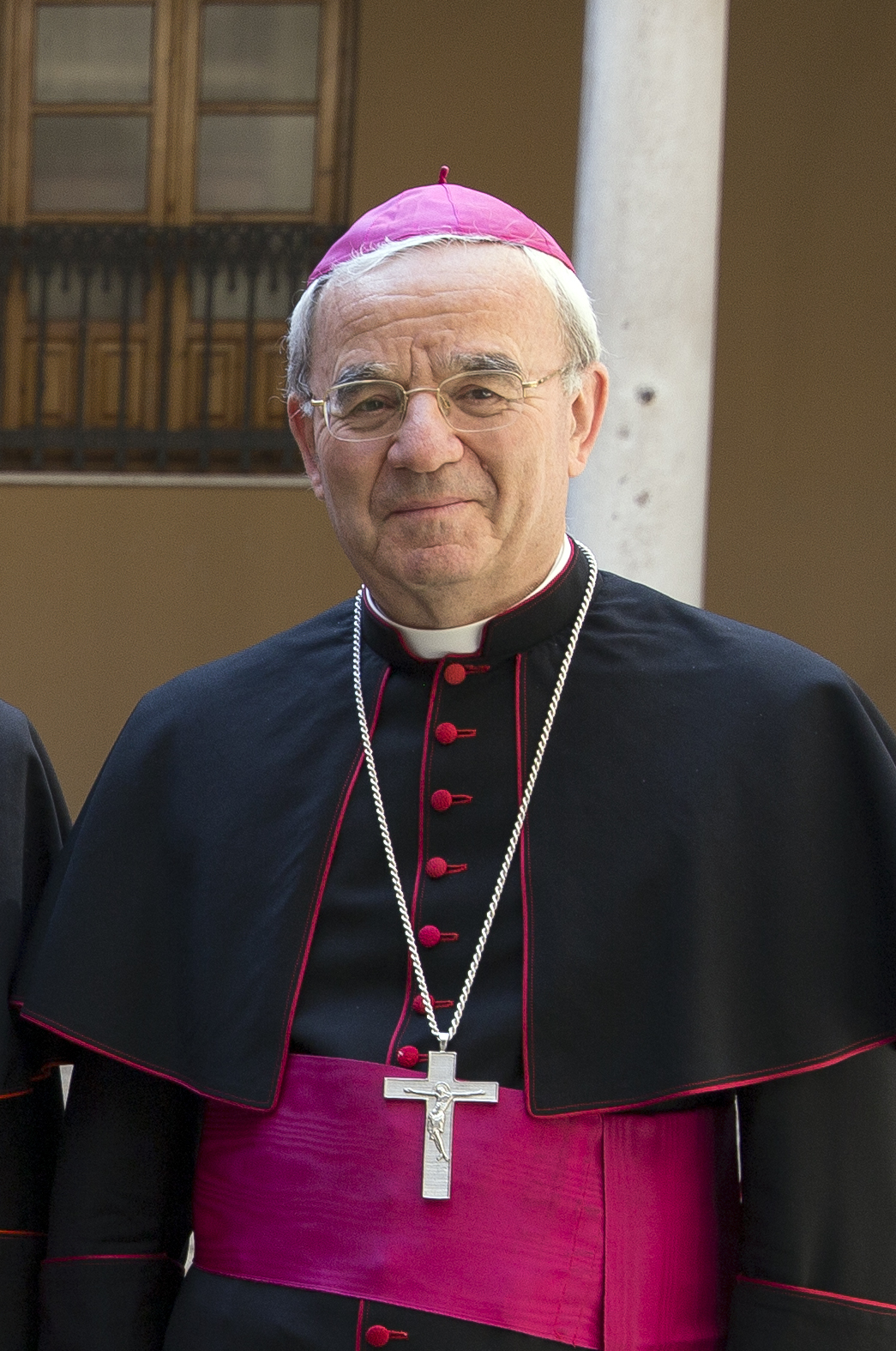
Renzo Fratini (2016)

Wappen von Renzo Fratini

Renzo Fratini (* 25. April 1944 in Urbisaglia, Provinz Macerata, Italien) ist ein italienischer Geistlicher, emeritierter römisch-katholischer Erzbischof und Diplomat des Heiligen Stuhls.

## Leben
Renzo Fratini empfing am 6. September 1969 durch den Bischof von Macerata-Tolentino, Ersilio Tonini, das Sakrament der Priesterweihe.
Am 7. August 1993 ernannte ihn Papst Johannes Paul II. zum Titularerzbischof von Botriana und bestellte ihn zum Apostolischen Nuntius in Pakistan. Die Bischofsweihe spendete ihm am 2. Oktober desselben Jahres Kardinalstaatssekretär Angelo Sodano; Mitkonsekratoren waren der Sekretär der Kongregation für den Klerus, Kurienerzbischof Crescenzio Sepe, und der Bischof von Macerata-Tolentino-Recanati-Cingoli-Treia, Francesco Tarcisio Carboni. Am 8. August 1998 wurde Renzo Fratini Apostolischer Nuntius in Indonesien. Zudem wurde er am 24. Juni 2003 Apostolischer Nuntius in Osttimor. Johannes Paul II. bestellte ihn am 27. Januar 2004 zum Apostolischen Nuntius in Nigeria.
Am 20. August 2009 ernannte ihn Papst Benedikt XVI. zum Apostolischen Nuntius in Spanien und Andorra und Ständigen Beobachter des Heiligen Stuhls bei der Welttourismusorganisation. Am 4. Juli 2019 nahm Papst Franziskus seinen altersbedingten Rücktritt an.